# Desa Sukaluyu (administrativ by i Indonesien, lat -6,85, long 107,98)
Desa Sukaluyu är en administrativ by i Indonesien.   Den ligger i provinsen Jawa Barat, i den västra delen av landet, 140 km sydost om huvudstaden Jakarta.